# Reichsverfassung

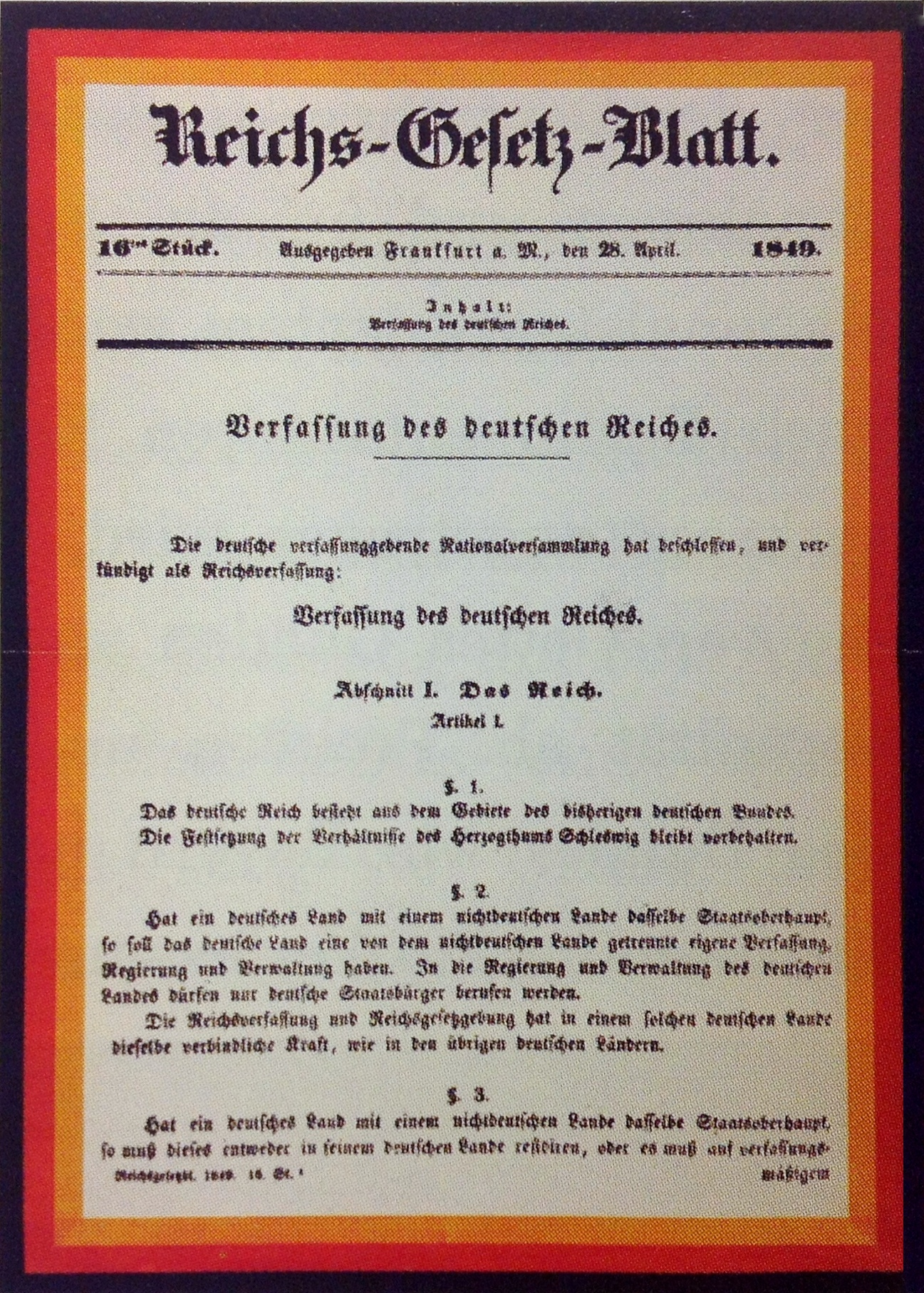
Reichsgesetzblatt (veröffentlicht am 28. April 1849) mit der Reichsverfassung vom 28. März 1849, dem Tag der letzten Abstimmung in der Frankfurter Nationalversammlung.

Der Ausdruck Reichsverfassung bezieht sich in erster Linie auf Verfassungen des Deutschen Reichs. Ferner gab es eine Reichsverfassung für das Kaisertum Österreich von 1849. Es können auch Verfassungen weiterer Länder im Deutschen als „Reichsverfassung“ bezeichnet werden, wenn der Name in der Originalsprache dies nahelegt. In der deutschen Geschichte denkt man an die Paulskirchenverfassung vom 28. März 1849, die allerdings nicht realisiert wurde, an die Bismarcksche Reichsverfassung vom 16. April 1871 oder die Weimarer Verfassung vom 11. August 1919.
Keine Verfassung im heutigen Sinne hatte das Heilige Römische Reich. Die staatsrechtliche Ordnung des deutschen Reichs bis 1806 war teils in den Reichsgrundgesetzen wie der Goldenen Bulle von 1356 niedergelegt, teils wurde sie durch allgemein anerkannte Rechtsgrundsätze und überkommenes Gewohnheitsrecht bestimmt.
Das Grundgesetz für die Bundesrepublik Deutschland ist heute die Verfassung Deutschlands.

## Paulskirchenverfassung
Die Verfassung der Frankfurter Nationalversammlung vom 28. März 1849 hatte den Titel Verfassung des deutschen Reiches. Man nennt sie auch Paulskirchenverfassung, nach der Frankfurter Paulskirche, dem Versammlungsort. In der Deutschen Revolution 1848/49 hatten die deutschen Einzelstaaten im April und Mai 1848 Abgeordnete zu dieser Versammlung wählen lassen, um eine Verfassung für das entstehende Deutsche Reich mit den Fürsten zu vereinbaren. Die Nationalversammlung beschloss die Verfassung, die auch von über 28 Staaten angenommen wurde. Der preußische König hingegen lehnte sie und die ihm angebotene Kaiserwürde ab. In der Forschung ist es umstritten, ob die Verfassung rechtlich in Kraft getreten ist; jedenfalls konnte sie nicht wirksam werden.

## Bismarcksche Reichsverfassung

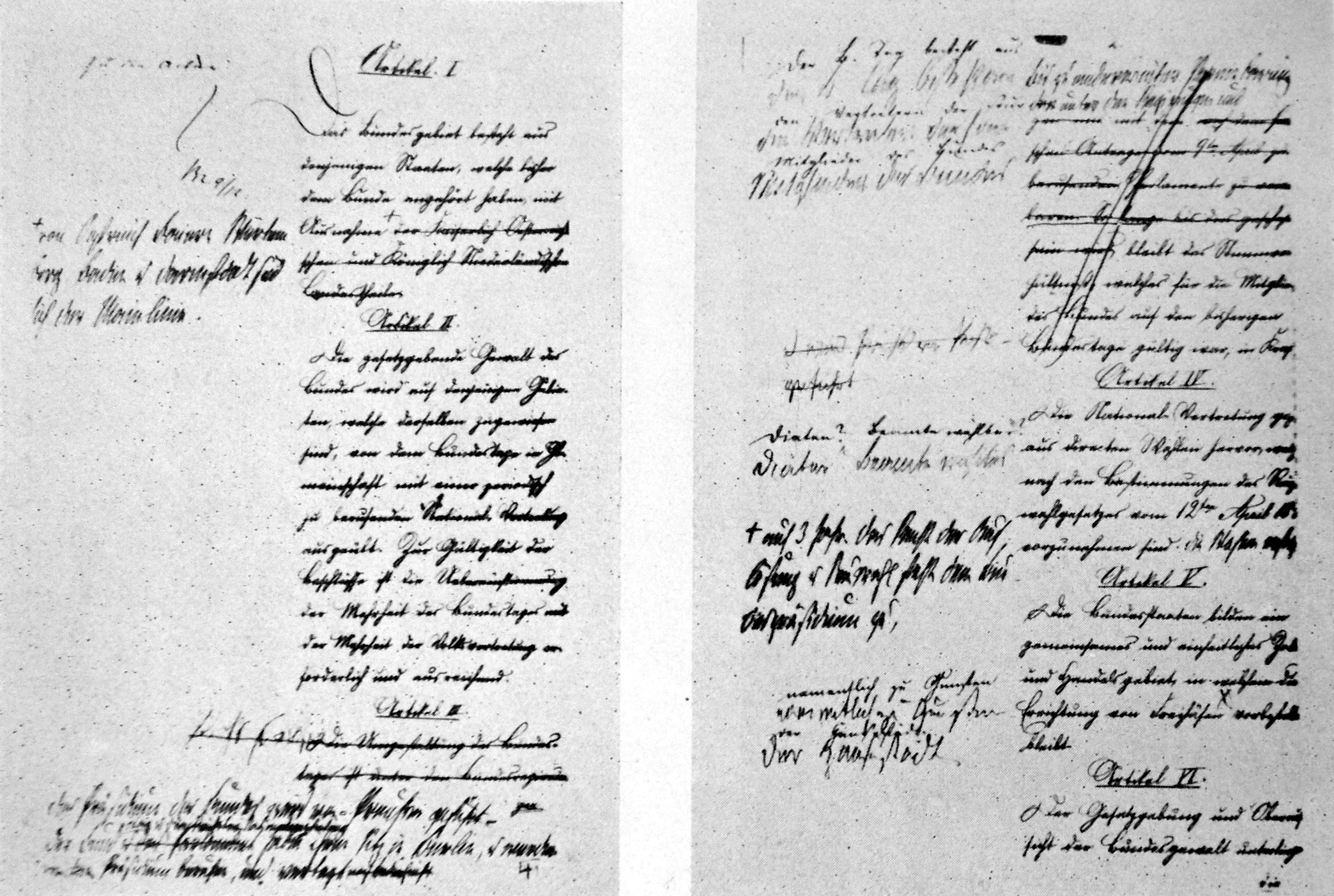
Entwurf für die Norddeutsche Bundesverfassung, 1866

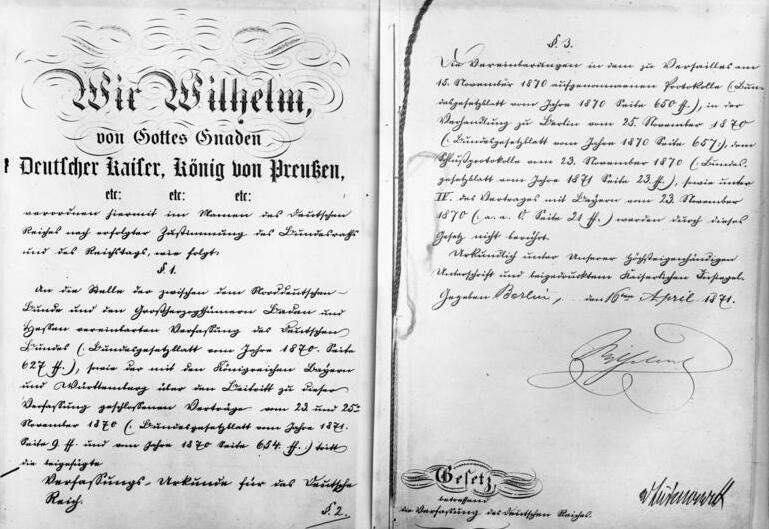
Erste und letzte Seite der Verfassungsurkunde von 1871

Nach dem Deutschen Krieg zwischen Österreich und Preußen 1866 gründete Preußen zusammen mit den anderen norddeutschen Staaten den ersten deutschen Bundesstaat. Dieser Norddeutsche Bund erhielt eine Verfassung, die am 1. Juli 1867 in Kraft trat. Vereinbart hatte sie das Bündnis der beteiligten Fürsten einerseits und ein konstituierender Reichstag, der im Februar 1867 eigens für die Vereinbarung gewählt worden war. Die Verfassung des Norddeutschen Bundes oder Norddeutsche Bundesverfassung vom 16. April 1867 wurde maßgeblich im preußischen Staatsministerium unter Otto von Bismarck, dem preußischen Ministerpräsidenten, entworfen. Die Verfassung sah einen Bundesrat als Vertretung der Fürsten und einen vom Volk gewählten Reichstag vor, die gemeinsam Gesetze beschlossen. Ziel war es, jeden bundesstaatlichen Zentralismus zu vermeiden und die preußische Hegemonie im Norddeutschen Bund zu festigen. Der preußische König war Inhaber des Bundespräsidiums und ernannte den Bundeskanzler, den Chef der Exekutive.
Noch während des Deutsch-Französischen Krieges von 1870/1871 traten die süddeutschen Staaten Bayern, Württemberg und Baden sowie Hessen-Darmstadt dem Norddeutschen Bund bei. Die entsprechenden Novemberverträge zwischen den Staaten enthielten teils den Entwurf einer neuen Bundesverfassung bzw. Vereinbarungen über Verfassungsänderungen und Sonderregeln für bestimmte Staaten (Reservatrechte, wie ein eigenes Heer für Bayern in Friedenszeiten). Hinzu kam die Entscheidung von Bundesrat und Reichstag im Dezember 1870, den Bund Deutsches Reich und das Bundespräsidium zusätzlich Deutscher Kaiser zu nennen. Oftmals blieben Ausdrücke mit Bund bestehen. Die wesentlichen Verfassungsbestimmungen (wie die Rechte der Staatsorgane) blieben dieselben, der Gesamttext wurde relativ wenig verändert.
Diese Änderungen wurden teilweise bereits zusammengefasst in der Verfassung des Deutschen Bundes bzw. des Deutschen Reiches. Sie wurde am 31. Dezember 1870 im Bundesgesetzblatt bekanntgemacht und trat am 1. Januar 1871 in Kraft. Sie erklärte in Art. 80 eine große Anzahl norddeutscher Bundesgesetze für Gesetze des Deutschen Bundes. Am 4. Mai 1871 trat eine erneuerte Verfassung in Kraft, die Verfassung des Deutschen Reiches. Verändert waren vor allem einige Bezeichnungen, meist von Bund zu Reich, und es gab keinen Art. 80 mehr, der die Bundesgesetze noch einmal erwähnt hätte. Diese Verfassung ist normalerweise gemeint, wenn man von der Bismarckschen Reichsverfassung spricht.

## Weimarer Reichsverfassung

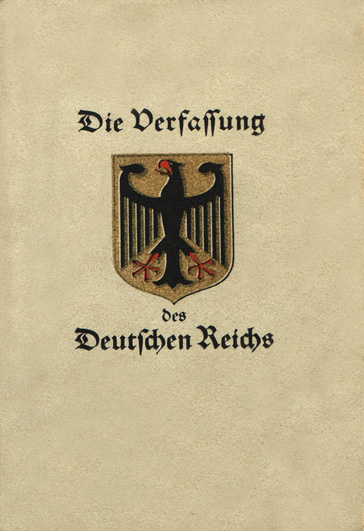
Bucheinband der Verfassung des Deutschen Reiches von 1919

Die Bismarcksche Reichsverfassung wurde seit dem 9. November 1918 de facto nicht mehr beachtet, nachdem Reichskanzler Max von Baden sein Reichskanzleramt verfassungswidrig dem Sozialdemokraten Friedrich Ebert übertragen hatte. Ebert ließ den Rat der Volksbeauftragten Wahlen für eine neue konstituierende Versammlung ausschreiben, die Weimarer Nationalversammlung. Sie erarbeitete die Weimarer Verfassung (WVerf.), einen wesentlich neuen Text, nach einem Entwurf des liberalen Innenministers Hugo Preuß. Am 11. August 1919 – dieser Tag wurde später auf Initiative von SPD, DDP und Zentrum als Verfassungstag feierlich begangen, um das Verfassungswerk zu würdigen – wurde sie ausgefertigt und trat am 14. August 1919 in Kraft. Der offizielle Titel hieß Verfassung des Deutschen Reiches, häufig ist auch die Bezeichnung Weimarer Reichsverfassung (WRV) anzutreffen.

## Weitere Verfassungen
- Bundesverfassung